# Châteaux d'eau du bois de la Cambre
Pour les articles homonymes, voir La Cambre.
Les châteaux d'eau du bois de la Cambre situés à Bruxelles, aussi appelés châteaux d'eau de l'avenue de la Belle Alliance, sont au nombre de deux : le château d'eau qui mesure 15 mètres de haut, le plus ancien, date de 1879-1880. Il est aujourd'hui transformé en bureaux. Sa cuve possédait une capacité de 600 m3. Le château d'eau qui mesure 30 mètres de haut et date de 1890 est aujourd'hui désaffecté. Sa cuve possédait une capacité de 800 m3.

## Historique
Ils faisaient partie à l'origine d'un complexe destiné à pomper l'eau des nappes phréatiques sous le bois et à la distribuer aux quartiers du sud de la ville. 

## Galerie

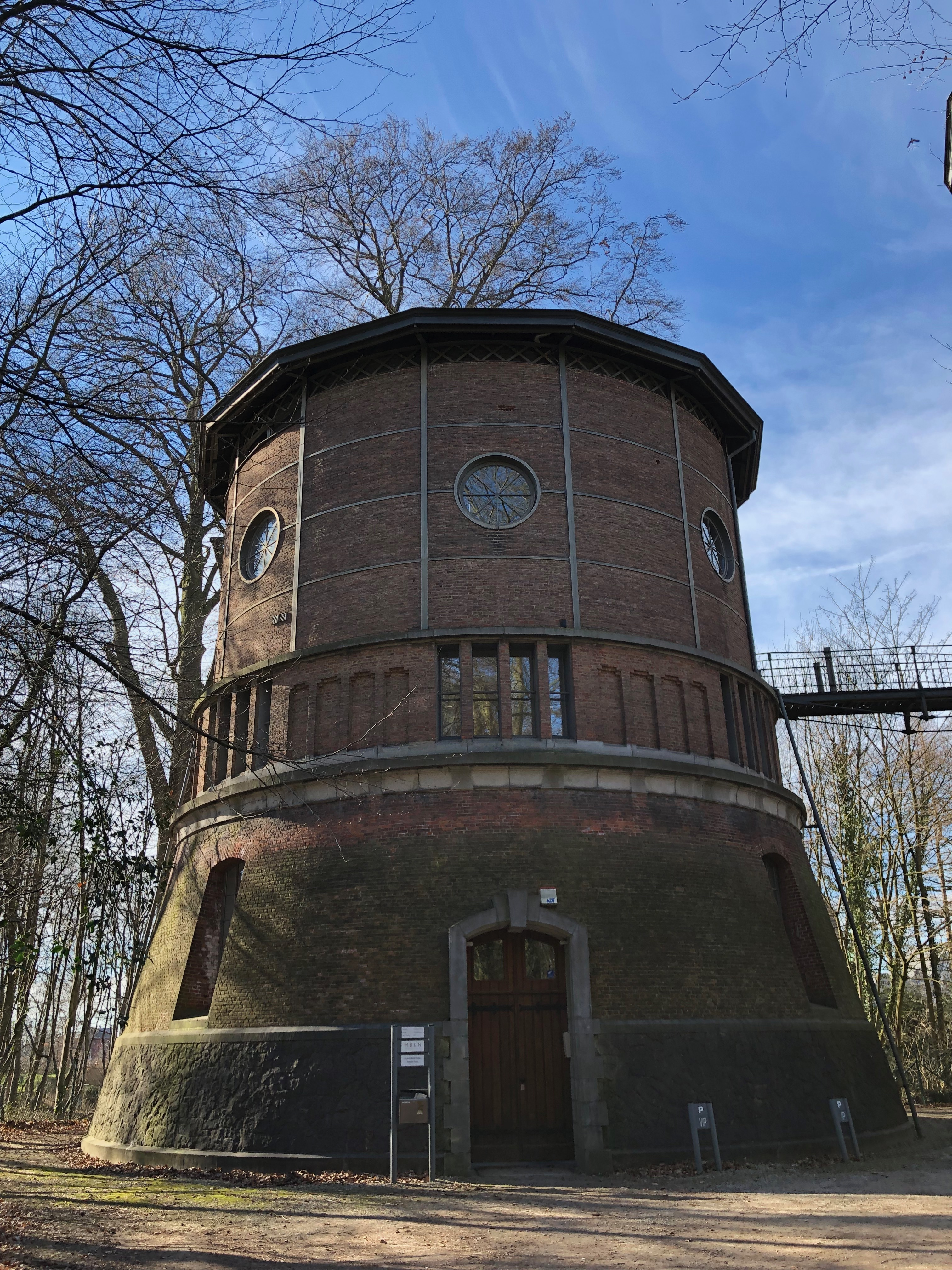
Château d'eau (1879-1880)
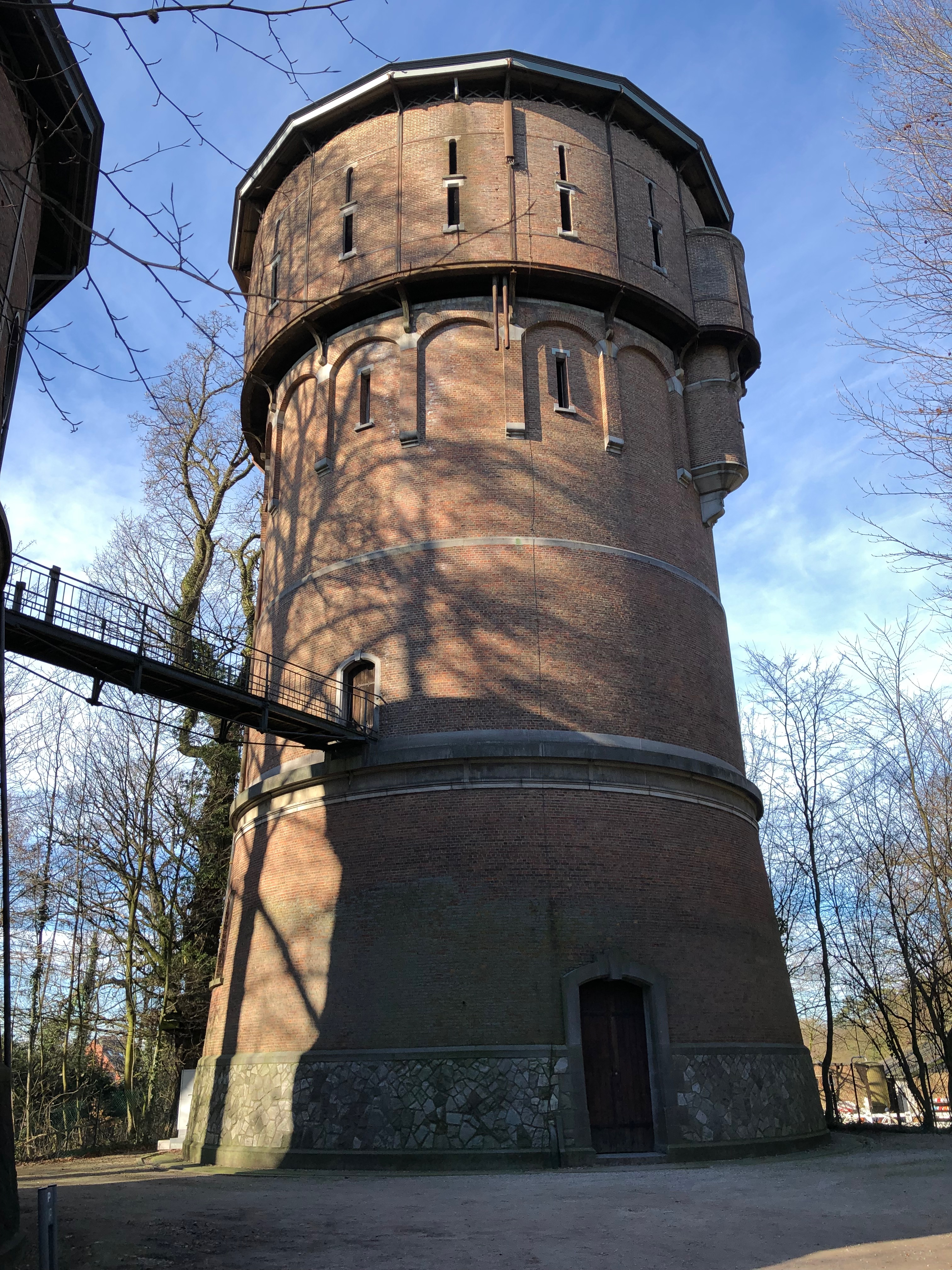
Château d'eau (1890)